# 黑人之友协会
黑人之友协会（法語：Société des amis des Noirs）是法国第一个废奴主义组织，成员多为白人废奴主义者。他们反对法国加勒比海和北美殖民地的奴隶制和非洲奴隶买卖。协会在1788年创立于巴黎，一直运作到1793年。协会领导人为雅克·皮埃尔·布里索，有时也会接受英国废奴运动领导人托马斯·克拉克森的建议。1789年初，协会有141名成员。
在运作的五年里，协会出版了许多宣传废奴主义的书，其成员也频繁地在国民议会中发表演讲来表达它对奴隶制的担忧。1794年2月4日，国民议会通过了全体解放法令，这条法令解放了所有殖民地的奴隶并授予他们平等的权利。后来，这条法令被拿破仑撤销，他试图在殖民地重新设立奴隶制并收复处于奴隶叛乱的法属圣多明戈，但他没有成功。
一些文章和专题著作探究了协会在废除奴隶制一事上的作用。对此，历史学家们的看法各不相同。有些人认为协会在废奴上不可或缺，而另一些人则认为协会仅仅是个“哲学俱乐部”（société de pensée）。

## 历史
法国经济依赖于法国殖民地的利润，而这些殖民地多为奴隶制社会，其利润来自于甘蔗种植业产出的蔗糖。法国经济又借助着厚利的三角贸易而繁荣。欧洲对糖的需求极高，而圣多明戈、瓜德罗普和马提尼克的甘蔗种植园条件的恶劣又导致了奴隶的高死亡率。两者结合，则需要从非洲稳定地运来新的奴隶，从而保证蔗糖的产量。法属路易斯安那南部也有数不清的甘蔗种植园，奴隶制是当地的经济基础。
数据显示，在法国大革命爆发的前几年，奴隶贸易的利润是成本的一倍多。举个例子，1784年，服装商人肖兰通过船只“棕色号”进行奴隶贸易，获利为成本的1.1倍。1789年，另一名商人的获利则达到了成本的1.2倍。
雅克·皮埃尔·布里索在1788年2月创立了黑人之友协会。作为启蒙思想家的追随者，布里索废奴的意愿源于他在大西洋两岸接触到的人道主义活动。美国独立战争后，他拜访了费城的立宪大会，然后吸收了托马斯·杰斐逊的人道主义观点。在英国，托马斯·克拉克森邀请布里索出席奴隶贸易废除协会的会议。布里索对废奴运动是如此的热情，以至于他一回巴黎就建立了一个废奴主义协会。这个协会的目标是废除奴隶贸易，并在以后赋予自由有色人与纯种法国人同等的权利。 自由有色人是法国殖民地社会中的一个阶层，他们是法国人和非洲人的混血。通常，他们的父亲是法国人，而母亲是有非洲血统的人（其中一些也是混血儿）。出生在法国的混血人和出生在海外的克里奥尔人都有一定的权利，但这些权利和那些纯种法国人的权利并不相等。
这些“黑人之友”在法国殖民地提倡自由，认为大革命的理念应该传播到殖民地。但是，法国“自由、平等、博爱”的理念并不包括解放奴隶，因为国民议会认为奴隶制的废除会伤害到法国的经济。协会努力推动着奴隶制的废除，尽管克拉克森建议他们先将目标定为结束大西洋两岸的奴隶贸易（英国和美国在1808年结束了奴隶贸易）。

## 活动

### 废奴文学

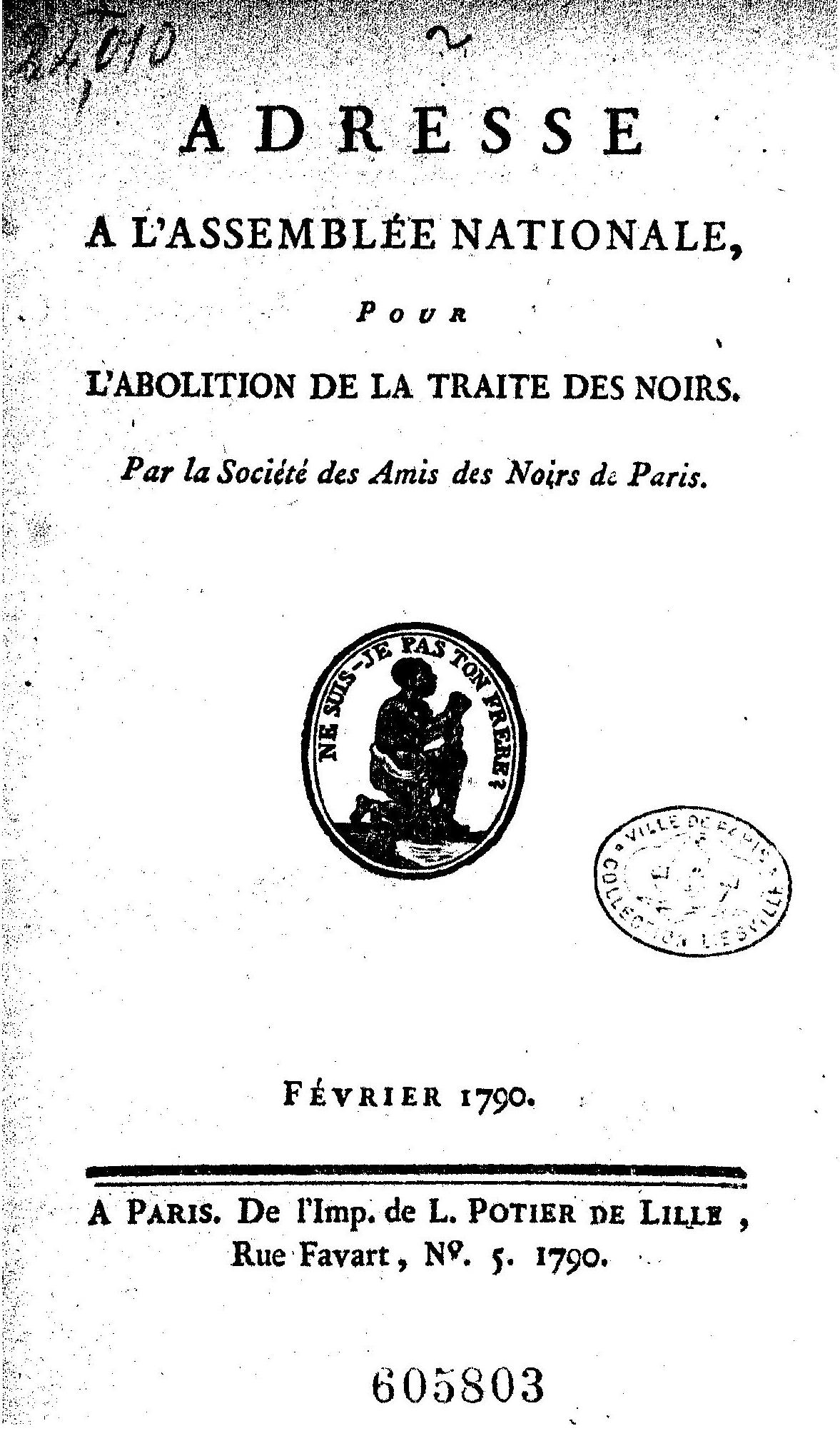
黑人之友协会向国民议会发表的演讲的第一页，1790年2月

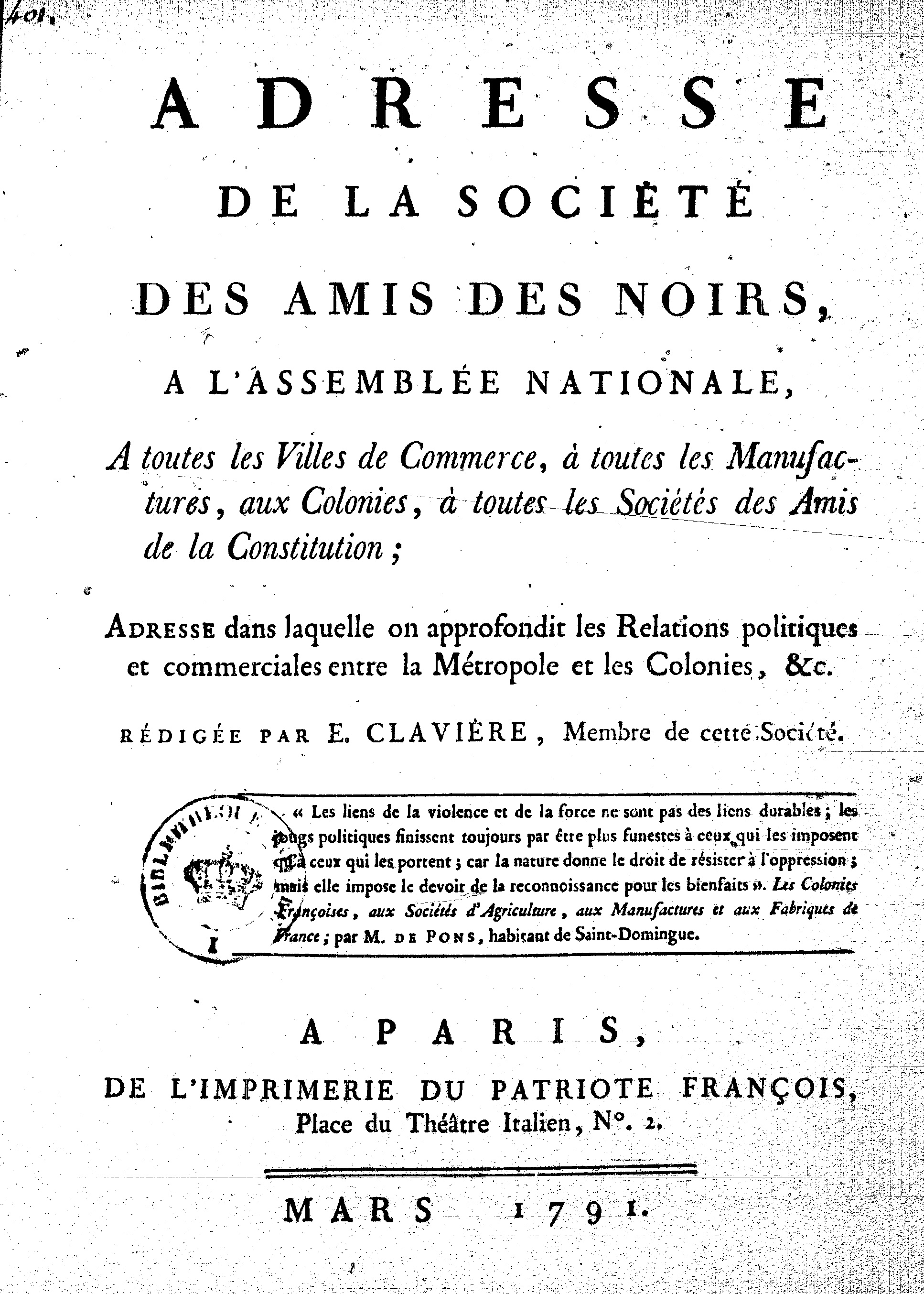
黑人之友协会一篇演讲的第一页，1791年3月

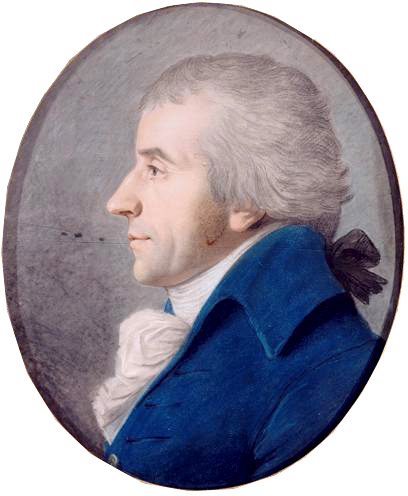
雅克·皮埃尔·布里索

自协会创立之初，布里索就决定发表一些文章来影响公众和政客的观点。因此，协会翻译了一些英文的废奴宣传册，然后将其出版。布里索本人在法国大革命中期写的《北美黑人回忆录》（Mémoire sur les Noirs de l'Amerique septentrionale）也是协会出版的。协会也出版了其他成员写的作品，比如艾蒂安·克拉維埃与布里索合写的《法国与美国》（De la France et des Etats-Unis）) 和孔多塞侯爵的《对黑人奴隶制的反思》（Réflexions sur l'esclavage des negres）。协会成员也在其他俱乐部里演讲，比如在人类之友协会（La Société des Amis de l'humanité）和宪法之友俱乐部（Société des Amis de la Constitution）里。 这说明协会成员不仅致力于思想上的传播，也积极参与对革命政府的塑造。
由于缺乏稳定可靠的通讯网络，加上大革命的展开，黑人之友协会只能在巴黎及其近郊积极地传播废奴文学。协会曾试图将它的理念传播到巴黎之外。举例而言，在1791年，协会得到了雅各宾派的帮助：黑人之友和他们雅各宾派的朋友们在外省城市里开了几场会，然后给每个城市的政府都寄了一本冗长的册子来揭露有色人种所遭受的不公。

### 政治活动

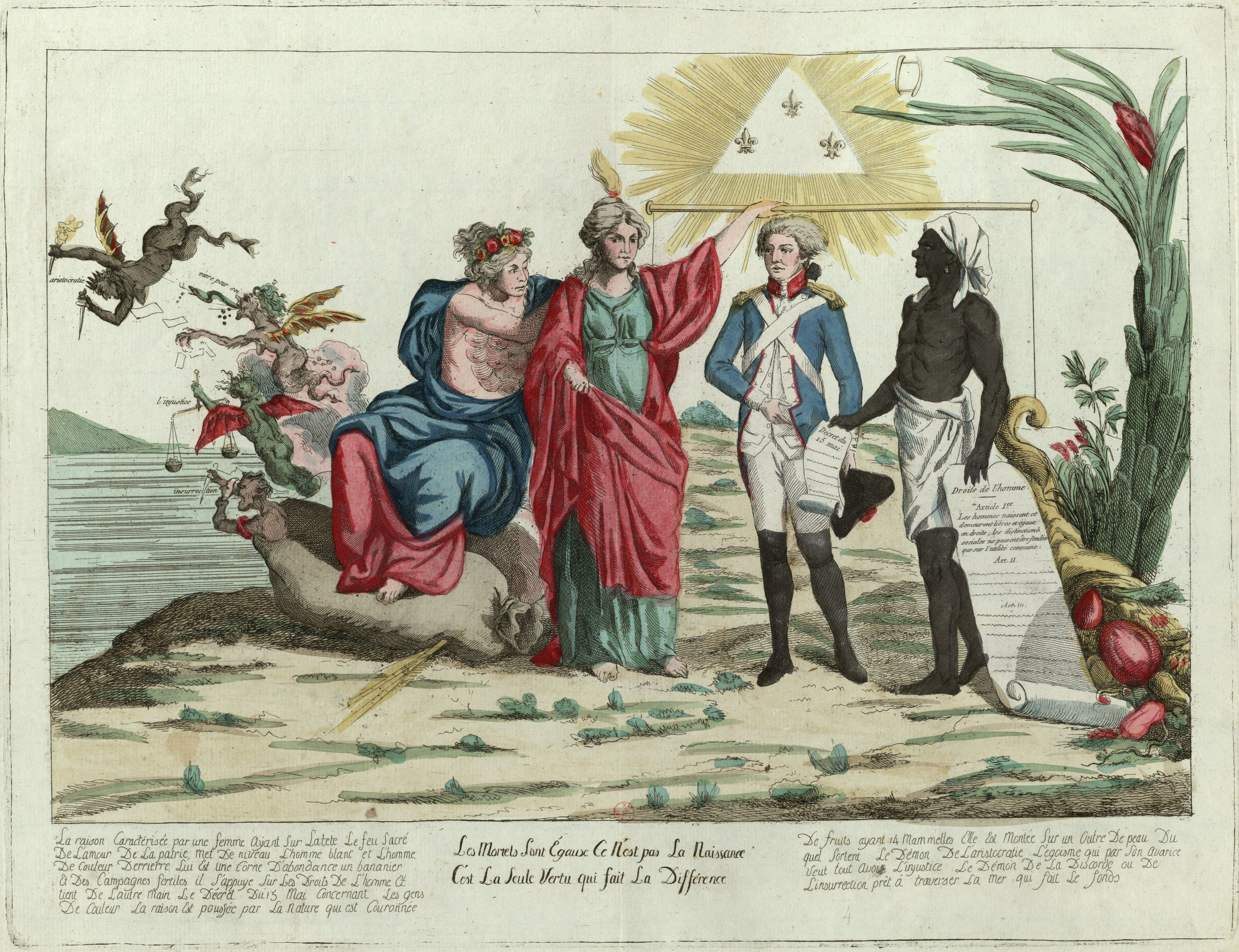
人生而平等，仅是品德，而非血统出身，让他们各不相同。

黑人之友协会的政治活动包括在国民议会里发表演讲。比如，协会曾在1790年2月和4月发表有关废除奴隶贸易的演讲。 几个月后，协会又发表了一份演讲。四个月后，一篇就圣多明各的暴力事件的论述被递呈到议会；这些暴力事件爆发于为自由有色人和奴隶争取权利的斗争中。1791年7月，克拉维埃就商业利益一事向国民议会致辞，来讨论法国和殖民地间的贸易关系。
协会也曾直接向政府官员求助，比如向殖民地委员会的安托万·巴纳夫和法国的财政大臣雅克·内克尔求助。尽管内克尔承认奴隶制不人道，但他并不支持在法国殖民地解放奴隶，除非各国同时终止奴隶贸易并废除奴隶制。他相信奴隶制对于维持各国的经济平衡是必要的。在1789年的一封信中，协会强烈要求内克尔去组织一个类似于英国废奴协会的委员会，还希望英国议会的行为会对三级议会有着积极影响。协会成员的其他演讲则谴责了殖民地中的一些个人。这种事情发生过几回，其中一回发生在1791年，当黑人之友向支持奴隶制且身为大庄园主的马提尼克议员阿瑟·狄龙的批评作出回复时。
1789年，皇家政府要求各地区都要上交陈情书。在三级议会议员的选举过程中， 孔多塞侯爵要求废除奴隶贸易也要包括在这些陈情书内。最后，政府总共收到了600份陈情书，但其中只有不到50份要求结束奴隶制和奴隶贸易。
协会成员亨利·格雷瓜尔在1789年秋季建议国民议会可以从有色自由人中选出两名议员。这条建议被国民议会的文书认证委员会采纳了。但格雷瓜尔无法在国民议会中提出他的建议，因为他每次起立发言时，他都会被殖民主义者们（通常是庄园主）高声喝止。1790年3月，格雷瓜尔在国民议会质疑了有关投票权的条款，并极力主张有色自由人也应该有这种权力。但殖民地的议员最后说服了国民议会结束有关此事的讨论。 同月，支持奴隶制的巴纳夫呈递了一份维持奴隶贸易的报告。但当协会成员米拉波登上讲台抗议此事时，他的声音却被反对者的大喊声淹没了。
注重于有色自由人权利的格雷瓜尔和协会的另一名成员亚历山大·佩蒂翁在1791年5月15日警告议会，如果这些人得不到这些权利，那么殖民地中的暴力事件就会接踵而来。由于殖民地中的冲突不断发生，加上有色自由人对一些议员施加的影响越来越大，巴纳夫便觉得协会成员不能再被忽略了：“我们无法击败黑人之友的影响力。”
同日，议会裁定，如果有色自由人的父母为自由人，那么他们就会得到平等的权利。 更进一步的法律在1792年4月4日通过（在黑人之友协会的影响下），这条法律裁定，所有有色自由人都能得到平等的权利。

## 其他支持奴隶制团体的反对

### 殖民地委员会
殖民地委员会成立于1790年3月，负责处理殖民地中因奴隶起义而带来的问题。该委员会解决问题的方法严重倾向于殖民主义，且其成员对奴隶的情况漠不关心。它的成员为殖民地的地主、奴隶主、律师和商人，这些人都是法国商业利益的拥护者。委员会的最终报告并没有缓解任何有关奴隶制的问题。此外，委员会还强调了它不愿去干预殖民地的商业利益：“国民议会宣布它并不打算直接或间接地改变法国及其殖民地的商业。”
为了维护奴隶贸易和奴隶制，一些身为殖民主义者或奴隶贸易商的国民议会议员对法国商业部和城市政府进行了游说，并宣称奴隶制的废除会带来经济灾难。这些议员的论点是如此有力，以至于黑人之友协会的成员都开始害怕废奴后会带来的混乱。 有一个支持奴隶制的党派由法国商业部的说客组成，他们自称是“制造业和商业的特别代表”。这些人的目标是让农商业委员会维持奴隶制和奴隶贸易。由于殖民地的税收主要来自于奴隶买卖和农作物，委员会便开始调查缺少殖民地税收的情况对经济的延伸性影响。历史学家奎尼在1970年写道，巴纳夫之所以会呈递给国民议会一份含糊其辞的报告，是因为他知道农商业委员会“已经建议国民议会保留奴隶贸易和奴隶制。”

### 马西亚克俱乐部
马西亚克俱乐部是一个支持奴隶制的俱乐部，成员为居住在法国的殖民地种植园主。该俱乐部的总部在巴黎，在外省亦有分会.。在意识到成功与自身的政治影响力相关联后，俱乐部开始有计划地去联系一些政府官员。
俱乐部成员反对任何形式的废奴法律，并和每个殖民地议员都有过沟通，以此确保蓄奴主义者的利益能够得到维护。奥诺雷·米拉波说，当他试图说服议员去支持废奴时，他发现与他交谈的那些议员都和马西亚克俱乐部有过联系了。马西亚克俱乐部出版并分发宣传册，一起答复黑人之友协会提出的每一个观点。
在一张发给国民议会商业委员会成员的传单上，马西亚克俱乐部指责黑人之友协会参与了各种破坏行为。在另一份传单上，俱乐部声称废奴主义者并非真正的人道主义的慈善家，而是一个试图颠覆社会秩序的组织。他们还宣称黑人之友应该被视为反革命分子，亲英派。 此外，这些蓄奴主义者还会散发一些专门谴责布里索，格雷瓜尔和佩蒂翁的传单。他们在巴黎一些区议会的辩论中支持奴隶制，并试图在引入奴隶制问题时去影响这些区的投票。

## 批评

### 组织的缺点
历史学家总结认为，协会无能的原因来自于它的组织，策略和成员的标准的不足。奎尼将组织上的缺点归咎于协会的行为不起作用，且当时含有蓄奴主义元素的政府有遍布全国的宣传网络，而协会的影响力仅仅存在于巴黎。另一位历史学家瑞斯尼克认为：“协会的领导和成员大多来自于巴黎，且在其他地区没有分支。”
此外，协会的聚会并不定期，也不会有全员出席。甚至在1789年，托马斯·克拉克森还对极少聚会的出席人数做了评论。组织性和连续性的缺乏在布里索1798年6月动身去美国见一些废奴主义者时展现得一览无余，尽管他在1789年2月组织了协会的第一次聚会。且直到1790年的春季，他就任协会主席时，他才在聚会中活跃起来。协会主席们的任期仅有三个月，他们分担责任，但短暂的任期妨碍了协会在一件事上持续努力的能力。因此，协会便决定从成员中选出一个“成员议会”。这个议会不仅代表协会并制定规则，还在协会干事的选举上有唯一的投票权。所以，在协会开始之时，民众的会籍就被排除在协会之外。
在这141名成员中，精英成员占到了92%。25%的人是政府雇员，29%的人是贵族，还有38%的人是专业人士。 历史学家观察到 ：“协会... 集结了一批重要、出身名门的成员，而非一般人... 这些成员又都是法国的精英...。”
成员进入协会的要求是能够支付会费，并由四名会员介绍入会。会费有两种：巴黎会员两个路易的年费和外省成员每年支付的二十四个里弗。 这些对会员的要求不仅阻碍了协会的扩张，也影响了协会成为一个可靠有力的政治实体的能力。

### 与英国废奴主义者的关系
1787年5月，英国废奴协会成立。同年11月，布里索出访伦敦。佩洛德认为，正是这场伦敦之旅激励了布里索，让他在法国也创建了一个类似的协会。于是，巴黎的废奴主义者聚在一起，讨论着伦敦的协会是如何让他人加入到废奴事业中的。此外， 他们还注意到了法国和英国在废奴方面的一些共性。
协会建立不久后，布里索就给英国废奴协会最初的成员，同时也是贵格会教徒的詹姆斯·菲利普写了封信。在信中，布里索表达了他想让协会翻译一些英文废奴宣传册，然后分发给法国人的意愿。
当时，许多法国人认为，黑人之友协会是英国废奴协会的一个分支；还有一些人怀疑是英国人付钱让他们去推进废奴事业的。这种看法导致了协会在法国人眼中的可信度的减少。因为英法过去对抗多年，英国还在七年战争中击败法国，并夺取了法国的北美的大片殖民地，所以与英国人交往会被视为是“通敌”。这种观念把协会的活动也包括在内，认为协会是英国用来渗透法国的工具。

## 结局
由于奴隶起义而引发的海地革命，加上法兰西第一共和国的种种危机（法国大革命战争的开始），协会渐渐失去活力。最终，协会在1793年解散，此前，它将它的呼吁发表在法兰西爱国人（Patriote français）、 英国报纸分析（L'Analyse des papiers anglais）、外省信使（Le Courrier de Provence）和巴黎传闻（La chronique de Paris）这些报纸上。
1794年2月4日（共和历二年雨月16日），黑人之友协会解散一年后，国民公会通过了全体解放宣言，废除了奴隶制：
 [国民公会宣布废除所有殖民地的黑人奴隶制；因此，公会裁定，居住在殖民地上的所有人，无论肤色，皆为法国公民，且享受宪法赋予的所有权利。定期上报用以确保法令实施的举措的责任由公共安全委员会承担。]

## 著名成员
- 约瑟夫·布洛涅，圣乔治骑士（英语：Joseph Bologne, Chevalier de Saint-Georges）
- 雅克·皮埃尔·布里索
- 让-路易·卡拉（法语：Jean-Louis Carra）
- 艾蒂安·克拉維埃（英语：Étienne Clavière）
- 艾蒂安·夏尔·德·洛梅尼·德布里安
- 孔多塞侯爵
- 奥兰普·德古热
- 亨利·格雷瓜尔
- 塞缪尔·德·米西（英语：Samuel de Missy）
- 拉法耶特侯爵
- 奥诺雷·米拉波
- 马克西米连·罗伯斯庇尔
- 多米尼克·德·拉·罗什福科（英语：Dominique de La Rochefoucauld）
- J.赫克托·圣约翰·德·克雷弗克（英语：J. Hector St. John de Crèvecœur）
- 萊傑·費利奇特·辛托恩納斯（英语：Léger-Félicité Sonthonax）
- 热罗姆·佩蒂翁·德·维尔纳夫

## 备注
1. ↑  此点可以通过大西洋运奴船的吨位数据来证实。[4]

### 第一手资料
以下的信件、演讲词和会议记录皆来自于. 12 vols. Paris: Editions d'histoire sociale. 1968.一书。
- Brissot, J. P. . Paris: Bureau du Patriote. 1789.
- Brissot, J. P. . Paris: Imprimerie du Patriote François. 1790.
- Brissot, J. P. . Paris: Imprimé par ordre de la Société. 1791.
- Clarkson, T. . London. 1808: 381–404.
- Claviere, E.  2nd. Paris: Desenne et au Bureau du Patriote François. 1791.
- Condorcet, J. A. N. de Caritat, marquis de. . Par M. Swartz [Condorcet's pseudonym], Pasteur du Saint Evangile a Bienne, Membre de la Société économique Nouvelle édition revue & corrigée. Neufchatel et Paris: Froullé. 1788.
- Wadstrom, Charles-Bernard. . Paris. 1796.
- La Société des Amis des Noirs. . Paris. 1788.
- La Société des Amis des Noirs. . Paris. 1789a.
- La Société des Amis des Noirs. . Paris. 1789b.
- La Société des Amis des Noirs. . Paris. 1789c.
- La Société des Amis des Noirs. . Paris: Imprimerie de Potier de Lille. 1790a.
- La Société des Amis des Noirs. . Paris: Imprimerie du Patriote François. 1790b.
- La Société des Amis des Noirs. . Paris: Imprimerie du Patriote François. 1790c.
- La Société des Amis des Noirs. . Paris. 1794.

### 第二手资料
- Ingram, John Kells. . Chisholm, Hugh  (编).  25 (第11版). London: Cambridge University Press: 216–227. 1911.

- Brown, G. . The Journal of Negro History. 1922, 7: 365–376.

- Cahen, L. . La Révolution Française. 1906, 50: 481–511.

- Despin, J. . La Pensée. 1977, 193: 102–112.

- Foubert, B. . Revue Française d'Histoire d'Outre-mer. 1974, 61 (223): 199–217.

- Geggus, D. . American Historical Review. 1989, 94: 1290–1308.

- Hunting, C. . Journal of the History of Ideas. 1978, 39 (3): 405–418.

- Krebs, A. . Annuaire-Bulletin de la Société de l'Histoire de France. 1956–57: 49–60.

- McCloy, S. . The Journal of Negro History. 1945, 30: 276–292.

- McCloy, S. . The Journal of Negro History. 1954, 39: 284–297.

- Perroud, C. . La Révolution Française. 1916, 69: 122–147.

- Quinney, V. . Journal of Negro History. 1970a, 55 (2): 117–130.

- Quinney, V. . Journal of Negro History. 1970b, 55 (2): 544–557.

- Resnick, Daniel P. . French Historical Studies. 1972, 7 (4): 558–569.

- Stein, R. . Journal of Economic History. 1975, 35 (3): 779–793.

- Stein, R. . Social History. 1981, 14: 7–28.

- Tarrade, J. . Revue Française d'Histoire d'Outre-Mer. 1989, 76: 9–34.

- Vidalenc, J. . Annales Historiques de la Révolution Française. 1957, 146: 56–69.

- Viles, P. . French Historical Studies. 1972, 7 (4): 529–543.

- Whitman, D. . French Colonial Studies. 1977, 1: 17–33.

- Baker, K. . Chicago: The University of Chicago Press. 1975.

- Benot, Y. . Paris: Éditions La Découverte. 1988.

- Blackburn, R. . London: Verso. 1988.

- Biondi, J. P. . Paris: Éditions Denoel. 1989.

- Cochin, A. . Editions Emile Désormeaux. 1979.

- Cohen, W. B. . Bloomington, Indiana: Indiana University Press. 1980.

- Cooper, A. . Lewiston, New York: The Edwin Mellen Press. 1988.

- Davis, D. . Ithaca: Cornell University Press. 1969.

- Ellery, E. . New York: Burt Franklin. 1970.

- Gainot, Bernard; Dorigny, Marcel. . Collection Mémoire des peuples, Paris, Éditions UNESCO/EDICEF. 1998. ISBN 978-92-3-203306-2. (this book contains protocols of the society and can only ordered from UNESCO（页面存档备份，存于）; content in French（页面存档备份，存于）)

- Garrett, M. . Ann Arbor, Michigan: George Wahr. 1916.

- Gaston-Martin. . Paris: Presses Universitaires de France. 1948.

- Hazard, S. . Harper and Brothers. 1873.

- Lafontant, J. . Sherbrooke, Québec: Editions Naaman. 1979.

- Jameson, R. . Paris: Librairie Hachette. 1911.

- Jennings, L. . Unpublished article. 1991.

- Lokke, C. . New York: AMS Press. 1968.

- McCloy, S. . Kentucky: University of Kentucky. 1961.

- McCloy, S. . New York: Haskell House Publishers. 1972.

- Métral, A. . Paris, Editions Karthala. 1985.

- Necheles, R. . Westport, Conn.: Greenwood Publishing Corp. 1971.

- Seeber, E. D. . Baltimore: Johns Hopkins Press. 1937.

- Stein, R. . Madison, Wisconsin: The University of Wisconsin Press. 1979.

- Stein, R. . London: Associated University Press. 1985.

- Stoddard, T. . Westport, CT: Negro Universities Press. 1970.

- Thibau, J. . Saint-Armand-Montrond, France: Editions Jean-Claude Lattes. 1989.

- Tulard, Jean; Fayard, Jean-François; Fierro, Alfred. . Éditions Robert Laffont. 1998. ISBN 9782221088500.

- Jennings, Lawrence C. . Michigan State University Press. 1992.